# مرگ‌خوار

یکی از مرگ‌خواران. در فیلم هری پاتر و محفل ققنوس

مرگ‌خوارها گروهی از جادوگران در داستان‌های هری پاتر هستند که توسط یکی از جادوگران بزرگ قرن یعنی لرد ولدمورت رهبری می‌شوند. مرگ‌خواران عقیده دارند که جادوگران نژاد برتری نسبت به مشنگ‌ها هستند و برای همین تمام تلاش خود را برای در اختیار گرفتن قدرت و سروری بر مشنگ‌ها می‌کنند. مرگ‌خواران از طلسم‌های نابخشودنی برای رسیدن به هدف خود استفاده می‌کنند. سرشناس‌ترین چهرهٔ مرگ‌خواران 《رودلفس و بلاتریکس لسترنج》 هستند که دست راست ولدمورت محسوب می‌شود و در استفاده از جادوهای سیاه تبحر خاصی دارد.
این افراد در دوران مدرسه یا بعدش دنباله‌رو ولدمورت بودند و گلچینی از افراد جاه طلب به علاوه انسان‌های ضعیف که به دنبال حامی بودند. افرادی شرور که به دنبال سرپرست بودند و گروهی عاشق شهرت که با گرفتن یک تتو به شکل اسکلت و مار روی بازوی خود به مرگ‌خوارها پیوستند.
علاوه بر آن وقتی که لرد ولدمورت نتوانست هری پاتر را نابود کند، عده‌ای از مرگ خوارها وفاداری‌شان را نسبت به لرد ولدمورت از دست دادند و عده‌ای دیگر خودشان را از وفاداران به وزارت سحر و جادو جا زدند، اما در کتاب چهارم هری پاتر، وقتی لرد ولدمورت بازمی‌گردد، دوباره مرگ خوارها نزد ولدمورت بازمی‌گردند. در آخر کتاب هفتم هری پاتر نیز، بیشتر مرگ خوارها کشته می‌شوند. از جملهٔ مرگ خواران می‌توان به بلاتریکس لسترنج، بارتی کراوچ پسر، ایگور کارکاروف، فنریر گری بک، آنتونین دالاهوف اشاره کرد.
دلیل این نام‌گذاری (مرگ خوار) این است که برای این افراد و لرد ولدمورت مرگ مانند یک تغذیه است.

## ریگولس بلک
ریگولس آرکچروس بلک شخصیت تخیلی سری داستانهای هری پاتر نوشته جی کی رولینگ است.

ریگولس بلک (۱۹۶۱–۱۹۷۹) پسر اریون بلک و ولبورگ بلک بود.

خانوادهٔ وی جزء اولین جادوگران سیاه بودند. آن‌ها به اصالت خود افتخار می‌کردند و اعتقاداتشان در مورد مشنگ‌زادگان مانند مرگ‌خواران بود.
چون ریگولس نیز چنین طرز فکری داشت و با برادر بزرگش یعنی سیریوس متفاوت بود پسر موردعلاقهٔ مادرش شد.

### نسبت خانوادگی
او از خاندان بلک و برادر کوچکتر سیریوس بلک و پسرعمهٔ بلاتریکس است.

### شخصیت
او یک مرگ‌خوار بوده است که بعد از متوجه شدن اهداف ولدمورت از رأی خود برمی‌گردد، و تصمیم به نابودی ولدمورت می‌گردد.

### روند شخصیت
در ابتدا هری پاتر متوجه می‌شود که فردی یکی از جان‌پیج‌ها را دزدیده و نابود کرده است که در نامه امضای فردی به نام «ر.ا. ب» ذکر شده در کتاب هفتم هری پاتر متوجه می‌شوند این فرد ریگولوس بلک نام دارد و از طریق کریچر قصد نابود کردن قاب‌آویز اسلیترین را داشته است که کریچر موفق نشده و در عوض ریگولوس بلک مرد.

### ر.ا. ب
ر.ا.ب نامی مجهول است که در زیر نامهٔ عجیبی در داستان ششم هری پاتر (هری پاتر و شاهزادهٔ دورگه) نوشته شده است و از زمان انتشار این داستان تا پیش از انتشار آخرین کتاب همهٔ خوانندگان به دنبال هویت واقعی ر.ا. ب بودند.

بعد از اینکه هری پاتر متوجه می‌شود که لرد ولدمورت بزرگ‌ترین جادوگر سیاه هزاره اخیر جان‌پیچ ساخته که با آن عمری جاودان پیدا کند به همراه آلبوس دامبلدور به جستجوی آن‌ها پرداخت و یکی از آن‌ها را یافت اما به جای جان‌پیچ نامه‌ای یافت که با نام ر.ا. ب (R.A.B) امضاء شده بود و محتوای آن نشان می‌داد که ر.ا. ب آن جان‌پیچ را یافته یا از بین برده یا جای دیگری پنهان کرده است.

بعد از آن همه به دنبال یافتن هویتی بودند که قرار بود در داستان هفتم هری پاتر مشخص شود. سرانجام در هری پاتر و یادگاران مرگ مشخص شد که ر.ا. ب کسی جز ریگولس نبوده است که با کمک گرفتن از جن خانگی خود، کریچر، موفق شده جان‌پیچ را که در میان دریاچه‌ای پر از دوزخی (اجساد متحرک) قرار داشته بیابد ولی خود به دست دوزخی‌ها کشته می‌شود و نابود کردن این جان‌پیچ را به کریچر می‌سپارد. در واقع همه این‌طور می‌پنداشتند که ریگولس به دست ولدمورت کشته شده است.

## بلاتریکس لسترنج
بلاتریکس لسترنج (به انگلیسی: Bellatrix Lestrange) که نام خانوادگی اصلی او بلک می‌باشد یکی از شخصیت‌های داستان‌های هری پاتر نوشته جی کی رولینگ است. او همچنین از خانواده بلک بوده و دختر عمه سیریوس بلک نیز هست، سیریوس بلک در قسمت محفل ققنوس از بلاتریکس به عنوان دختر عمه دیوانه خود یاد می‌کند.

### حضور در کتاب
نخستین بار، هری در قدح اندیشه دامبلدور هنگامی بلاتریکس را مشاهده می‌کند که وی را برای شکنجه فرانک و آلیس لانگ‌باتم محاکمه می‌کردند. او زنی با موهای مجعد و سیاهرنگ، لبان باریک، چشمان تاریک و پوست رنگ پریده است. وی خود را وفادارترین مرگ‌خوار لرد ولدمورت می‌داند و به خاطر او حاضر است دست به هر جنایتی بزند. از جنایاتی که او در کتاب‌ها مرتکب آن می‌شود می‌توان به شکنجهٔ فرانک و آلیس لانگ‌باتم تا سرحد جنون و با استفاده از یکی از سه روش ممنوع اداره کل جادوگری با استفاده از روش کروسیو پدر و مادر نویل لانگ باتم را شکنجه می‌کند وهمچنین می‌توان قتل سیریوس بلک و نمیفادورا تانکس نیز اشاره کرد، او همچنین جن خانگی محبوب هری یعنی دابی را نیز به قتل می‌رساند. او سرانجام به دست مالی ویزلی، کشته می‌شود و در نمایشنامه‌ای که با عنوان هشتمین داستان منتشر شد، وفاداری و عشق او به لرد سیاه ثابت شد.

### خانواده
بلاتریکس بلک در سال ۱۹۵۱ از کیگانوس بلک و در ولارویسر به دنیا آمد.

او بعد از فارغ‌التحصیل شدن از مدرسه جادوگری هاگوارتز با رودولفس لسترانج ازدواج کرد.
بلاتریکس لسترنج صاحب فرزند دختری از جانب لرد ولدمورت است به نام دلفی که لرد سیاه از آن بی‌خبر بود.

بلاتریکس توسط اصالت نژادی جادوگری خود و همسرش به بسیاری از شخصیت‌های داستان وابسته است. او دو خواهر جوان به نام‌های آندرومیدا و نارسیسا داشت. آندرومیدا با یک مشنگ (تد تانکس) ازدواج کرد و به همین دلیل از خانواده بلک طرد شد، نارسیسا نیز با لوسیوس مالفوی ازدواج نمود.
بدین ترتیب بلاتریکس دختر عموی سیریوس و ریگولاس بلک و همچنین خالهٔ نیمفادورا تانکس و دراکو مالفوی به حساب می‌آید.
برای اطلاعات بیشتر در مورد ارتباطات خانوادگی می‌توانید به شجره‌نامه خانواده بلک مراجعه کنید.

### کشته شدن
اودر کتاب ۷ به خاطر کشتن فرد ویزلی توسط  مادر ویزلی‌ها کشته می‌شود.

### بلاتریکس در فیلم‌های هری پاتر
بلاتریکس در چهارمین رمان از مجموعهٔ هری پاتر، یعنی هری پاتر و جام آتش ظاهر می‌شود. با این حال در اقتباس سینمایی این کتاب صحنه‌های حضور وی حذف شده است.
او در پنجمین فیلم از این مجموعه یعنی هری پاتر و محفل ققنوس ظاهر می‌شود.

در ابتدا شایعه شده بود که الیزابت هارلی نقش وی را بازی خواهد کرد، اما کمپانی برادران وارنر (سازندهٔ سری فیلم‌های هری پاتر) اعلام کرد که این خبر به هیچ وجه صحیح نیست. در اوایل اوت ۲۰۰۵ شایعهٔ حضور هلن مک‌کروری برای ایفای این نقش بر سر زبان‌ها افتاد. با این حال رسانه‌های خبری حضور هلنا بونهام کارتر را در این نقش به جای هلن مک‌کروری اعلام نمودند.

## ایوان روزیه
ایوان روزیه از شخصیت‌های داستانی در سری داستان‌های هری پاتر است.
ایوان روزیه (Evan Rosier) یکی از مرگخوارانی بود که در جنگ اول دنیای جادویی شرکت داشت. بعد از سقوط لرد ولدمورت ایوان تلاش کرد از زندانی شدن در آزکابان جلوگیری کند؛ و در نهایت به دست الستور مودی کشته شد. ایوان همچنین به همراه سوروس اسنیپ عضو گروه اسلایترین بود.

### سالهای جوانی
ایوان تحصیل در مدرسه علوم و فنون جادوگری هاگوارتز را در سال ۱۹۷۰ و در گروه اسلیترین به پایان رساند. بعدها او به همراه سوروس اسنیپ، آوری و مالسیبر به عضویت گروه مرگخواران درآمد. تمام آنها در هنگام جنگ اول جادویی در خدمت لرد ولدمورت بودند.

### جنگ اول جادویی و مرگ
در سال ۱۹۸۱ بعد از ناپدید شدن و از بین رفتن قدرت لرد ولدمورت به هنگام تلاش برای نابودی هری پاتر گروه مرگخواران دچار اغتشاش شد. ایوان سرانجام به دست یکی از کاراگاهان مشهور وزارت سحر و جادو شناسایی شد و به دام افتاد. در طی دوئلی که صورت گرفت ایوان قسمتی از بینی الستور مودی را قلوه کن کرد اما مودی سرانجام موفق به کشتن ایوان شد. ایگور کارکاروف، یکی دیگر از مرگخواران لرد ولدمورت بعد از سقوط او توسط وزارت سحر و جادو دستگیر شد. وی برای ایجاد تخفیف در مجازاتش حاضر شد نام دیگر مرگخوارانی که با لرد ولدمورت همکاری می‌کردند را فاش کند. او از ایوان روزیه نام برد اما دادگاه به دلیل کشته شدن روزیه نام او را بی‌ارزش اعلام کرد.

### ریشه یابی نام
ایوان یک اسم یونانی به معنی «نجیب‌زاده متولد شده» است. این نام همچنین می‌تواند معنی «سلحشور جوان» را داشته باشد، همان طوری که ایوان روزیه بود.

### شجره نامه
ایوان با بلاتریکس لسترنج، اندرومیدا و نارسیسا بلک نسبت فامیلی داشته است.

## لوسیوس مالفوی
سوروس لوسیوس مالفوی شخصیت مجموعه داستان‌های هری پاتر نوشته جی کی رولینگ است. لوسیوس مالفوی همراه همسر خود نارسیسا مالفوی و پسرش دراکو مالفوی در قصر مالفوی واقع در ویلت شایر زندگی می‌کنند. لوسیوس عضو هیئت مدیره مدرسه عالی جادوگری هاگوارتز بود، تا اینکه سعی کرد وظایف مدیر مدرسه را به حالت تعلیق درآورده و او را موقتاً برکنار کند.
در فیلم‌های هری پاتر جیسون ایزکس نقش لوسیوس مالفوی را بازی می‌کند. او و آقای ویزلی پدر رون در کتاب دوم هری پاتر باهم دعوای مفصلی می‌کنند وپسر او دریکو باهری پاتر دشمن است. در آخر معلوم می‌شود که او با تمام وجود به ولدمورت وفادار نبوده است.

## هفت پاتر
ماجرای هفت پاتر نقشه‌ای برای فرار هری پاتر از دست مرگخواران می‌باشد. در پایان ۱۷ سالگی هری پاتر، لرد ولدمورت تصمیم می‌گیرد، مرگخوارانش را برای کشتن هری پاتر به خانهٔ خالهٔ او بفرستد. سوروس اسنیپ نقشهٔ هفت پاتر را طراحی کرد و مخفیانه به ماندانگاس فلچر اطلاع داد. پس از اطلاع‌رسانی ماندانگاس به محفل ققنوس، مودی تصمیم گرفت، رون، جرج و فرد ویزلی، هرمیون گرنجر، فلور دلاکور و ماندانگاس فلچر را با استفاده از معجون مرکب به شکل هری پاتر درآورد، تا شانس کشته شدن هری پاتر به یک هفتم کاهش یابد. در پایان این ماجرا علیرغم همهٔ تلاش‌های اسنیپ (که ظاهراً پیرو لرد ولدمورت و مرگخوار او بود)، الستور مودی و هدویگ، جغد برفی هری پاتر، کشته شدند، و جرج ویزلی یک گوش خود را از دست داد.
سوروس اسنیپ که در ظاهر در گروه مرگ‌خواران قرار داشت، وقتی متوجه شد یکی از مرگ‌خواران، ریموس لوپین را نشانه طلسم (آواداکداورا) قرار داده است، دست آن مرگخوار را با طلسم سکتوم سمپرا (یکی از اختراعات خودش در دوران تحصیل در هاگوارتز) نشانه می‌گیرد تا جان ریموس لوپین را نجات دهد، اما این طلسم خطا می‌رود و جرج ویزلی یک گوش خود را از دست می‌دهد.